# Conca (fleuve)
Pour les articles homonymes, voir Conca (homonymie).
Le fleuve Conca, est un torrent et un fleuve qui partage son lit entre la région d’Émilie-Romagne et la région des Marches en Italie du nord. Il contribue à façonner, comme le Marecchia, le territoire historique du Montefeltro.

## Géographie
C’est un cours d’eau à caractère torrentiel qui naît à 1 200 mètres d’altitude sur le mont Carpegna dans le territoire des Marches en province de Pesaro et d'Urbino qui, sur une longueur d’environ 47 km, s’écoule dans la vallée comprise entre les territoires de la province de Rimini et la province de Pesaro et d'Urbino, jusqu’à son embouchure dans la mer Adriatique près de Misano Adriatico.
Le fleuve marque la limite territoriale entre la commune de Cattolica et celle de Misano Adriatico où il reçoit deux affluents (torrents ou rii) : la fossa del molino et il ruscello.
Le fleuve traverse les localités de Monteboaggine, Monte Cerignone, le territoire communal de Monte Grimano jusqu’à la plaine de Mercatino où son cours s’élargit et se ralentit.
Le fleuve traverse ensuite Fratte di Sassofeltrio avant de pénétrer en province de Rimini, baignant les localités de Taverna, Morciano di Romagna, San Clemente (Italie), Pianventena, San Giovanni in Marignano, puis déboucher dans l’Adriatique près de Portoverde.
En 1878, son cours d’eau fut interrompu par une digue formant un lac artificiel appelé bassin du Conca, qui créa des nombreux problèmes d’érosion des rives à cause de sa position à moins de 3 km de l’embouchure. Aujourd’hui le cours du fleuve est entouré du Parc fluvial du Conca.

## Faune aquatique
Les espèces présentes dans ses eaux sont principalement les Cyprinidae  (carpe, brème, vairon, barbeau, goujon, etc.).
Dans son embouchure, les espèces présentes sont des poissons vivant en eau saumâtre : anguille et les mugilidae (mulet, muge).

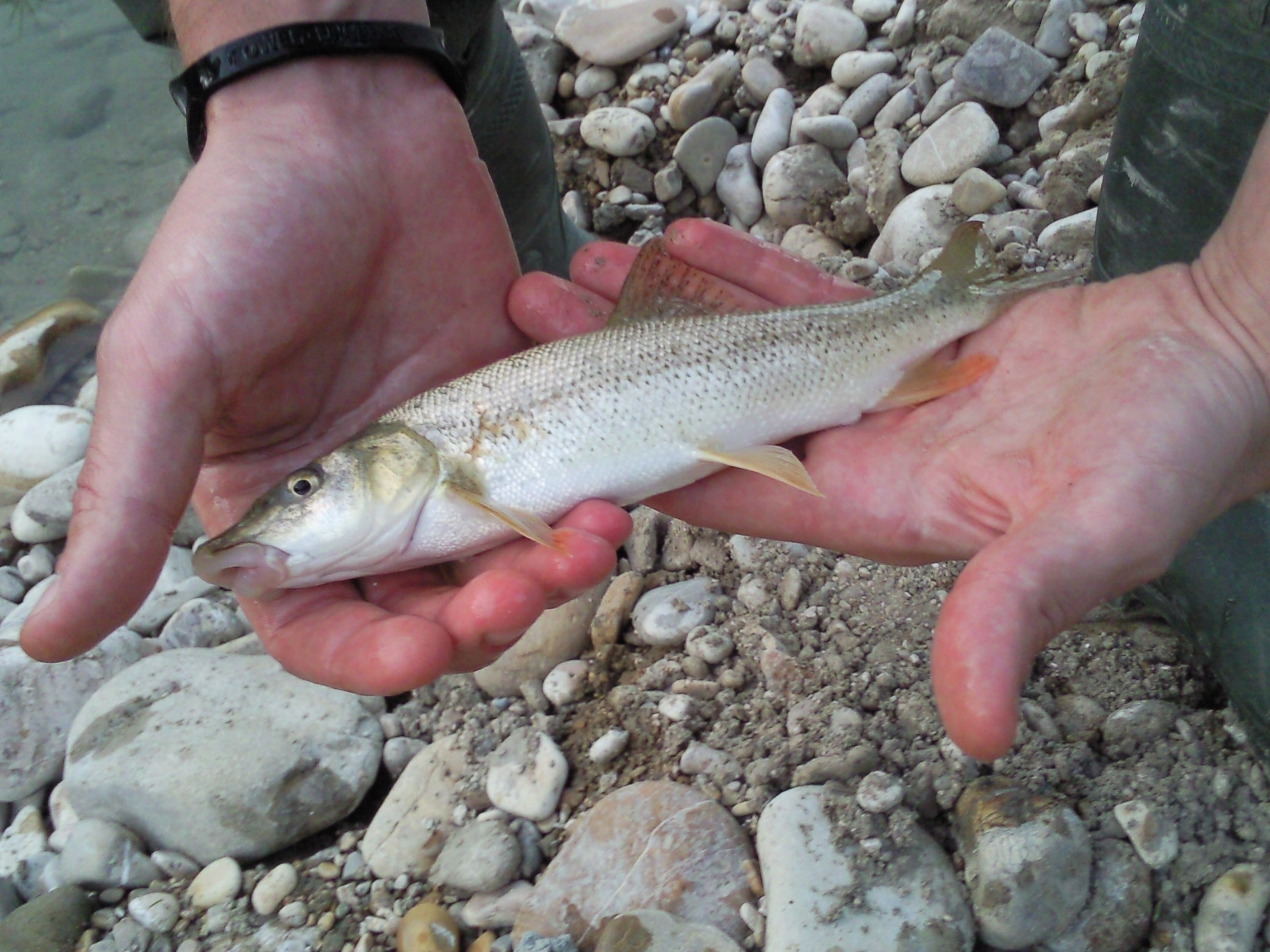
Barbeau commun.
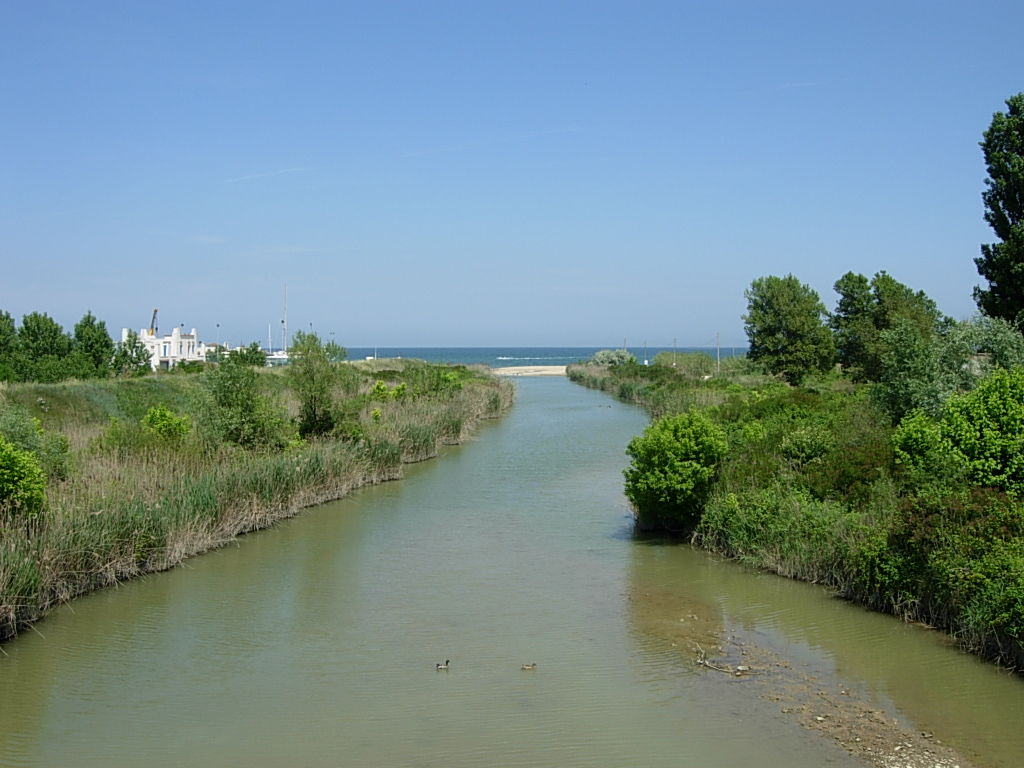
L’embouchure dans l’Adriatique.

## Sources
- (it) Cet article est partiellement ou en totalité issu de l’article de Wikipédia en italien intitulé « Conca (fiume) » (voir la liste des auteurs) le 09/05/2012.